# Chenopodium litwinowii
Chenopodium litwinowii är en amarantväxtart som först beskrevs av Ove Wilhelm Paulsen, och fick sitt nu gällande namn av Uotila. Chenopodium litwinowii ingår i släktet ogräsmållor, och familjen amarantväxter. Inga underarter finns listade i Catalogue of Life.